# Хардвик, Джонни
Джонни Хардвик (англ. Johnny Hardwick; 31 декабря 1958, Остин — 8 августа 2023, Остин) — американский киноактёр. Наибольшую популярность актёр получил после озвучивания Дейла Гриббла в мультсериале «Царь горы».

## Биография и карьера
Уроженец Остина, штат Техас, Джонни Хардвик, учился в Техасском техническом университете в Лаббоке, штат Техас. После получения диплома бакалавра журналистики он десять лет работал барменом в блюз-барах Далласа и Остина, штат Техас, в том числе «Nick’s Uptown», «Sixth Street Live» и «Greenville Bar & Grill». Начиная с 1990 года Джонни несколько лет выступал в стендап-комедиях на таких площадках, как «Dallas Improv» и «Velveeta Room» в Остине, штат Техас, а также в таких шоу как «Evening at the Improv» и «Caroline’s Comedy Hour».
Джонни Хардвик был первым комиком, который появился на Шоу Джона Стюарта. В 1995 году Хардвик выступил на Монреальском фестивале комедии. На мероприятии Брэндон Тартикофф увидел Джонни и предложил ему ситком для NBC. Однако после того, как Хардвик предложил комедию по типу «Зелёные просторы» и «Получи жизнь», телеканал не проявил особого интереса к серьёзной реализации этой идеи.
После того как Хардвик подписал контракт с агентством «Strauss-McGarr», ему постоянно стали предлагать выступить в стендап-комедии как в Остине, так и по всем Соединённым Штатам. Находясь на фабрике смеха в Лос-Анджелесе, Джонни сыграл комедию о своём отце в Техасе. Продюсеры сочли техасский юмор Хардвика именно тем, что нужно для шоу, и предложили ему работу в качестве сценариста для молодой программы. Комик переехал из Остина в Сильверлейк, Калифорния, чтобы работать на шоу. Первый рабочий день Хардвика на программе наступил через день после того, как истек срок действия контракта NBC на его сделку по разработке ситкома.
8 августа 2023 года социальные службы обнаружили 64-летнего Хардвика мёртвым в его доме. Тело лежало в ванне лицом вверх. В ноябре власти объявили, что стадия разложения тела сделала невозможным установить точную причину смерти, однако судмедэксперт отметил, что признаков травмы нет, а утопление маловероятно. Эксперты подтвердили наличие в организме актёра каннабиноидов, кроме того, на месте смерти находились другие наркотические вещества.